# Rzekomy pomór drobiu
Rzekomy pomór drobiu, choroba Newcastle (łac. peudopestis avium) – choroba zakaźna ptaków. Wywoływana jest przez paramyksowirus ptaków serotypu 1 (APMV-1). Wariant występujący głównie u gołębi opisywany jest pod nazwą PPMV-1. Przebieg kliniczny jest różny w zależności od gatunku ptaka, ponadto szczepy APMV-1 cechuje bardzo duże zróżnicowanie w zjadliwości. Zdarzają się przypadki bezobjawowe (lub co najwyżej z lekkimi objawami), jak i takie o gwałtownym przebiegu, z objawami ze strony układu oddechowego, pokarmowego, a czasem również nerwowego. Znacznie zróżnicowany jest również wskaźnik śmiertelności oraz obraz sekcyjny. W Polsce rzekomy pomór drobiu jest chorobą zwalczaną z urzędu.

## Etiologia
Wirusem wywołującym pomór rzekomy drobiu jest paramyksowirus ptaków serotypu 1 (APMV-1) należący do rodzaju Orthoavulavirus w rodzinie Paramyxoviridae i podrodzinie Avulavirinae. Międzynarodowy Komitet Taksonomii Wirusów wprowadził oficjalne zmiany w anglojęzycznej nazwie tego wirusa – dotychczas określanego jako „Newcastle disease virus” (NDV) – w 2016 na „avian avulavirus 1”, w 2018 natomiast na „avian orthoavulavirus 1”. Wcześniejsza, utarta nazwa jest jednak nadal spotykana w publikacjach wydanych już po tych zmianach, ponadto używa jej Światowa Organizacja Zdrowia Zwierząt (OIE).
Do 2020 roku poznano 21 serotypów APMV – serotypy od 1 do 9 wyizolowano przed rokiem 1980, od 10 do 13 – przed 2015 (w 2013 znano ich jeszcze 10), pozostałe w ciągu kilku kolejnych lat; w 14. wydaniu Diseases of Poultry z 2020 roku wspomnianych jest jeszcze jedynie 20 serotypów. Największe znaczenie dla człowieka ma APMV-1, jako że pomór rzekomy drobiu może spowodować znaczące straty w przemyśle drobiarskim.
Wiriony APMV-1 są wielopostaciowe, najczęściej występują w formie kulistej o 100–500 nm średnicy. Tworzą również formy nitkowate o zmiennej długości. Na otoczce mają dwa rodzaje wypustek powierzchniowych: glikoproteiny HN (hemaglutynina-neuraminidaza) i F (białko fuzyjne). Genom APMV-1 stanowi pojedyncza nić RNA o ujemnej polarności i długości bliskiej 15,2 tys. nukleotydów (do 2016 stwierdzono trzy długości: 15 186, 15 192 i 15 198 nukleotydów). Koduje 6 głównych białek: NP lub N – białko nukleokapsydu; P – fosfoproteiny; M – białko macierzowe; F – białka fuzyjne; HN – hemaglutynina-neuraminidaza; L – RNA zależna polimeraza RNA (RNAP; skrócone oznaczenie pochodzi od „large polymerase”).
Okres inkubacji wynosi od 2 do 15 dni, przeważnie 5 lub 6.